# Carlo Donat-Cattin
Carlo Donat-Cattin (Finale Marina, 26 giugno 1919 – Monte Carlo, 17 marzo 1991) è stato un sindacalista e politico italiano.

## Biografia
Esponente di spicco della Democrazia Cristiana e leader della corrente di sinistra interna, era figlio di Attilio (1885-1969), di famiglia savoiarda, e di Maria Luisa Buraggi (1888-1942), appartenente alla famiglia dei conti di Finale Ligure. Ebbe tre fratelli: Anton Paolo (1917-1996), Camillo (1915-1982), Flaminio (1918-2014) e una sorella, Mariapia (1920-2004).
Chiamato alle armi il 6 dicembre 1941 e assegnato al 2º Reggimento granatieri, fu ammesso alla Scuola allievi ufficiali di Arezzo, Arma di fanteria, specialità granatieri. L’11 luglio 1942 sposò a Torino Amelia Bramieri (1917-1998), impiegata cucitrice in un’azienda tessile. Dal loro matrimonio nacquero quattro figli: Claudio (1943-2022), giornalista con una lunga carriera in Rai, Paolo (1945-2012), impresario teatrale, Mariapia (1947), docente di Lettere, e Marco, ex terrorista di Prima Linea.
La deportazione dei genitori nei campi di prigionia tedeschi e la morte della madre in quella circostanza lo spinsero a combattere il fascismo come partigiano bianco. La sua partecipazione alla Resistenza avvenne nella zona del Canavese, essendo stato assunto alla Olivetti di Ivrea (prima come operaio e dopo come insegnante presso il Centro formazione meccanici), in seguito nelle Langhe cuneesi, abbandonate dopo la nascita del primo figlio. Divenne rappresentante nel Comitato di liberazione nazionale (CLN) della componente democratico-cristiana, attraverso la stampa del foglio clandestino Per il domani. Nel dopoguerra s'impegnò politicamente quale esponente del Partito Popolare e dirigente dell'Azione Cattolica.

### La DC e la CISL
Nel 1950 partecipò alla fondazione della CISL, nata da una scissione (guidata da Giulio Pastore) dalla CGIL. Si guadagnò la fama di "falco" del sindacato italiano per la sua poca disponibilità a scendere a compromessi con gli industriali e in special modo con la famiglia Agnelli.
Nel frattempo aderì alla Democrazia Cristiana, per la quale fu consigliere comunale a Torino e nel 1953 consigliere provinciale per la provincia di Torino.

### Parlamentare e ministro
Nel 1954 entrò nel consiglio nazionale della DC, fu eletto deputato dal 1958 al 1979, anno in cui fu eletto senatore. Entrò nel I Governo Moro come sottosegretario nel 1963 e ricoprì la carica di ministro numerose volte:
- dal 1969 al 1972, Ministro del lavoro e della previdenza sociale (governi Rumor II, Rumor III, Colombo, Andreotti I);
- 1973, Ministro per gli interventi straordinari nel Mezzogiorno (Governo Rumor IV);
- dal 1974 al 1978, Ministro dell'Industria, Commercio e Artigianato (governi Moro IV, Moro V, Andreotti III, Andreotti IV);

costretto a lasciare l'incarico il 25 novembre del 1978, Carlo Donat-Cattin fu sostituito da Andreotti con Romano Prodi.
Nel biennio 1969-70 aveva in più occasioni manifestato l'intenzione di lasciare la DC con l'intero gruppo di Forze Nuove per partecipare alla fase costituente del Movimento Politico dei Lavoratori (MPL) promossa da Livio Labor. Il 6 luglio 1970 abbandonò definitivamente questa ipotesi. Con lo Statuto dei Lavoratori del 1970, che rimane un punto di riferimento per l'incorporazione dei diritti sociali, economici e culturali nel diritto interno, Carlo Donat-Cattin, insieme a Gino Giugni, ha avuto il merito di "portare la Costituzione nelle fabbriche".
La sua attenzione al sociale gli valse, da parte di alcuni commentatori, l'espressione di "ministro dei lavoratori". Nel 1978 divenne vicesegretario del partito, e inizialmente fu sostenitore della necessità di trovare un dialogo con il Partito Comunista Italiano. Nel 1979 tuttavia, dopo un arretramento elettorale del PCI, si fece promotore della politica del "preambolo", che auspicava l'esclusione dei comunisti da ogni incarico politico statale. Nel 1980 emerse la notizia dell'adesione del figlio Marco all'organizzazione terroristica di estrema sinistra Prima Linea. Ne nacque uno scandalo alimentato soprattutto dai comunisti e da Enrico Berlinguer in odio alla sua posizione politica espressa nel Preambolo. Quindi, si dimise da ogni incarico e lasciò temporaneamente la politica.
Tornato in campo nel 1986, venne scelto nello stesso anno come Ministro della sanità da Bettino Craxi, che si accingeva a formare il suo secondo governo. Poco dopo Donat-Cattin tornò ad aderire a "Forze Nuove", la corrente della DC di cui era sempre stato leader, che sosteneva la necessità di una stretta alleanza con il Partito Socialista Italiano. Donat-Cattin si accinse a risolvere il problema sanitario emerso nel giugno 1986 grazie a un'indagine delle USL (che avevano la funzione delle ASL odierne) le quali denunciavano l'elevata percentuale di atrazina presente nell'acqua. Questo diserbante, usato intensamente in agricoltura, era penetrato nelle falde acquifere superando la soglia fissata dalla legge italiana e da una normativa CEE del 1980 pari a 0,1 microgrammi per litro, rendendo in questo modo l'acqua non più potabile.
Dopo aver concesso numerose proroghe nel corso di tre anni, bocciate dalla CEE e dal TAR, con un'ordinanza ministeriale Donat-Cattin aumentò di colpo le soglie consentite di atrazina di dieci volte, facendo poi lo stesso con le soglie del molinate, aumentate di 40 volte, e con quelle del bentazone, aumentate di 165 volte (comunque notevolmente minori delle percentuali proposte nel 1987 dallo stesso Donat-Cattin). Quest'azione scatenò presto le critiche del PCI, dei sindacati, delle regioni , Lombardia, Emilia-Romagna, Piemonte e Veneto, e soprattutto dei deputati dei Verdi Michele Boato, Franca Bassi e Anna Donati, i quali presentarono alla procura della Repubblica di Roma due denunce nei confronti del ministro della sanità: una per attentato alla salute pubblica e l'altra per omissione di atti d'ufficio.
Il 9 febbraio 1989 la Camera dei Deputati respinse (con 179 sì e 278 no) una mozione di sfiducia presentata contro Donat-Cattin da Partito Comunista Italiano, Sinistra Indipendente, Democrazia Proletaria, Partito Radicale e Verdi. Il suo ultimo incarico gli venne conferito nel 1989, allorché Giulio Andreotti lo scelse come Ministro del lavoro e della previdenza sociale: in questa veste egli ebbe una trattativa serrata con la Confindustria per il rinnovo dei contratti dei metalmeccanici; una volta constatato che le sue idee non erano ben accette egli si alzò e se ne andò, abbandonando il tavolo della trattativa, ma successivamente questa si sarebbe risolta in suo favore.
Morì il 17 marzo del 1991 all'età di 71 anni a seguito di problemi cardiaci (era stato colpito da un infarto nel 1983). È sepolto nel Cimitero monumentale di Torino nella tomba di famiglia. In data 28 febbraio 2014 il comune di Torino gli ha intitolato il tunnel automobilistico di corso Mortara.

### Le polemiche sulla gestione dell'epidemia di AIDS

Donat-Cattin ministro della sanità (1987)

Negli anni ottanta, in piena espansione dell'epidemia dell'AIDS, Donat-Cattin era Ministro della sanità. Molte polemiche suscitarono la gestione della crisi e le dichiarazioni fatte pubblicamente dal ministro. In seguito a vari scandali, solo nel 1988, con tre anni di ritardo rispetto agli altri paesi europei, il Ministero emanò una direttiva che imponeva il controllo delle sacche di sangue per la trasfusione; questo ritardo fece sì che molte persone contraessero il virus tramite trasfusione e morissero. Il Ministro Donat-Cattin si espresse inoltre contro l'uso del preservativo, e dichiarò pubblicamente: 
Le polemiche sul ruolo di Donat-Cattin come Ministro della Sanità nei riguardi della diffusione del virus si riaccesero nel 1993, in occasione dell'attribuzione della medaglia d'oro. Mario Anelli, dell'Associazione Solidarietà AIDS, dichiarò: «Le medaglie dovrebbero darle a chi ha sofferto ed è morto per le inefficienze del servizio sanitario».